# یازده یار اوشن
یازده یار اوشن (به انگلیسی: Ocean's Eleven) فیلمی به کارگردانی استیون سودربرگ محصول سال ۲۰۰۱ آمریکا است این فیلم اولین فیلم از سری فیلم‌های اوشن است که از بازیگران اصلی آن می‌توان به جرج کلونی، برد پیت، مت دیمون، اندی گارسیا، جولیا رابرتس، برنی مک، دان چیدل، کیسی افلک، اسکات کان، الیوت گولد، کارل راینر، توفر گریس و ادی جمیسن اشاره کرد.

## داستان
دنیل اوشن (جرج کلونی) پس از آزاد شدن از زندان، با دوست قدیمی خود راستی رایان (برد پیت) که به بازیگران قمار یاد می‌دهد، تصمیم می‌گیرد که تیمی یازده نفره جمع کند و دست به سرقت یکی از بزرگترین خزانه‌های کازینوهای لاس وگاس بزنند. صاحب این کازینوها تری بندیکت (اندی گارسیا) است که به تازگی با زن سابق دنیل یعنی تس (جولیا رابرتس) رابطه برقرار کرده و اوشن با این سرقت می‌خواهد ۱۶۰ میلیون دلار و زن سابقش را بدست آورد.

## نقش‌ها
- جرج کلونی در نقش دنیل اوشن: از زندان به تازگی آزاد شده و می‌خواهد با دزدی از کازینو از تری بندیکت انتقام بگیرد و همسرش را دوباره مال خود کند.
- برد پیت در نقش راستی رایان: در کازینوها به سلبریتی‌ها قمار کردن یاد می‌دهد و از دوستان قدیمی اوشن است. او مانند اوشن یکی از رهبران گروه و باهوش ترن فرد گروه است.
- مت دیمون در نقش لاینوس کالدول: پسر بابی کالدول، یکی از آشنایان قدیمی اوشن و کمی تازه‌کار. اعتماد بنفس خوبی ندارد ولی در آخر در نقش جعلی شلدون ویلیس از کمیسیون تفریحی نوادا رمزهای آسانسور منتهی به خزانه را از بندیکت می‌دزدد.
- دان چیدل در نقش بشیر تار: از آشنایان قدیم راستی که با تازه‌کارها دست به دزدی می‌زند. او همچنین در کارهای الکتریکی به گروه کمک می‌کند و با گاز انبر برق کل شهر را قطع می‌کند.
- برنی مک در نقش فرانک کاتن: یکی از بازی گردان‌های کازینوی ام جی ام گراند که مال بندیکت است. اون از دوستان قدیمی راستی و دنیل است و همراه لاینوس اطلاعات جزئی از کازینو را جمع‌آوری می‌کند.
- اسکات کان در نقش تورک مالوی: یکی از پسران خانوادهٔ مالوی که در یوتا زندگی می‌کند و با برادرس ویرجیل تفریح می‌کنند. آن‌ها وظیفهٔ حمل و نقل تیم را به عهده دارند. او کمی پرخاشگر و عصبی است.
- کیسی افلک در نقش ویرجیل مالوی: برادر دوقلوی تورک. او با برادرش زندگی می‌کند و تقریباً وظایف یکسانی در گروه دارند.
- کارل راینر در نقش سال بلوم: پیرمردی دارای زخم معده که در مقابل بندیکت نقش یک سالخوردهٔ فوق ثروتمند را بازی می‌کند. او با بیهوش شدن و تظاهر به مرگ حواس مأموران کازینو را پرت می‌کند تا نتوانند با مانیتور کردن دوربین‌ها لاینوس را ببینند.
- ادی جمیسن در نقش لوینگستون دل: یک تکنسین که در اف بی آی کار می‌کند. او در گروه وظایفی همچون عوض کردن خط تلفن‌ها را دارد.
- الیوت گولد در نقش روبن تیشکوف: یکی از دوستان قدیمی و پولدار دنی و راستی که از روی اجبار تصمیم گرفته تا بندیکت کازینوی او را خراب کند و ساختمان خود را بسازد. او گروه را از لحاظ مالی حمایت می‌کند تا به نوعی از بندیکت انتقام بگیرد.
- کین شائوبو در نقش ین شگفت‌انگیز: یک انجام دهندهٔ چهل پوندی حرکات نمایشی که در یک بسته می‌نشیند و وقتی بسته به خزانه رفت از آن در میآید تا در خزانه را بمب‌گذاری کند.
- اندی گارسیا در نقش تری بندیکت: صاحب کازینوهای بلاجیو، میراژ و ام جی ام گراند.
- جولیا رابرتس در نقش تس اوشن: همسر سابق اوشن